# Hans-Georg von der Marwitz
Hans-Georg von der Marwit (ur. 7 sierpnia 1893, zm. 12 maja 1925) – niemiecki as myśliwski z czasów I wojny światowej z 15 potwierdzonymi zwycięstwami powietrznymi.
Hans-Georg von der Marwit służył w 16 Pułku Ułanów, a w latach 1915–1916 najpierw w 13 pułku Piechoty, następnie w 16 Pułku Piechoty. Do Fliegertruppe został przeniesiony w marcu 1916 roku. Służył w Kagohl 5, a następnie w Schusta 10. W Schusta 10 odniósł swoje pierwsze zwycięstwo powietrzne. 5 stycznia 1917 roku w okolicach Bouchavesnes zestrzelił samolot Farman. 
W marcu 1917 roku von der Marwit przeszedł kurs pilotażu samolotów myśliwskich w Jastaschule. Po ukończeniu szkolenia został przydzielony do Jagdstaffel 30,  w jednostce odniósł wszystkie swoje kolejne zwycięstwa powietrzne. Od 17 kwietnia 1918 roku został mianowany dowódcą jednostki. Funkcję tę pełnił z krótkimi przerwami na urlopy do końca wojny, odnosząc ostatnie potwierdzone zwycięstwo 27 października 1918 roku.
Hans-Georg von der Marwit zginął w wypadku lotniczym 12 maja 1925 roku.